# 石抹孛迭児
石抹 孛迭児（せきまつ ブデル、生没年不詳）は、モンゴル帝国に仕えた契丹人の一人。

## 概要
石抹孛迭児は父の石抹桃葉児が覇州に移住したことからこの地で育ち、長じると金朝に仕えて覇州平曲水寨管民官に任じられた。しかし、チンギス・カンの金朝侵攻が始まると孛迭児はムカリ率いる軍団に投降し、孛迭児の才覚を認めたムカリは千人隊長（ミンガン）に任じてモンゴル軍に迎え入れた。1214年（甲戌）、チンギス・カンに謁見すると漢軍都統に任命されてムカリ軍に加わり、高州の平定に従った。
1215年（乙亥）、左監軍の地位を授けられ、ウヤルとともに錦州紅羅山・北京東路の漢軍2万を率いた。また、トルン・チェルビに従って山東地方・大名府を攻めて、洺州に至った。洺州は守りが堅かったが、孛迭児は矢石をものともせず手勢を率いて城壁を上り、洺州城を陥落させる功績を挙げた。1217年（丁丑）には益都府・沂州・密州・萊州・淄州の諸城を、1218年（戊寅）には太原府・忻州・代州・平陽府・吉州・隰州・岢嵐州・汾州・石州・絳州・河中府・潞州・沢州・遼州・沁州の諸城を攻略した。
1221年（辛巳）、ムカリより龍虎衛上将軍・覇州等路元帥の地位を授けられ、固安水寨に鎮守した。固安水寨に到着した孛迭児は配下の兵士に屯田させて城市を整え、数年のうちには燕京の外蔽となった。1230年（庚寅）にはオゴデイ・カアンに謁見して金符を与えられ、1231年（辛卯）には国王タシュの指揮下に入って金朝平定戦にも加わった。また、1233年（癸巳）には他の契丹人武将とともに蒲鮮万奴の東夏国平定戦にも従軍した。その後、在官のまま70歳にして亡くなった。息子には石抹糺査剌・石抹査茶剌らがいた。